# Camboulit
Camboulit település Franciaországban, Lot megyében. Lakosainak száma 254 fő (2022. január 1.). Camboulit Béduer, Boussac, Cambes, Figeac és Lissac-et-Mouret községekkel határos.

## Népesség
A település népességének változása:
| Lakosok száma | 121  | 199  | 221  | 246  | 264  | 261  | 257  | 257  | 257  | 254  |
|               | 1968 | 1982 | 1990 | 2006 | 2013 | 2015 | 2017 | 2019 | 2020 | 2022 |